# トゥミ
トゥミ (Tumi Inc.) は、アメリカ合衆国ニュージャージー州サウスプレーンフィールドに拠点を置く鞄の製造・販売メーカーで、1975年にチャーリー・クリフォードが設立した。
社名は、南米の青年平和部隊のボランティア活動に参加したチャーリー・クリフォードが、ペルーの偶像「トゥミ」から採った。

## 製品素材
耐久性能が優れる「FXTバリスティックナイロン」と革製があるが、ナイロン製を多く揃える。

## 主な製品
- ブリーフケース
- スーツケース